# Junker und Dünnhaupt
Junker und Dünnhaupt (scris și Junker & Dünnhaupt sau Junker u. Dünnhaupt) a fost o influentă editură germană în perioada Republicii de la Weimar și a regimului nazist. A fost înființată în mod oficial în anul 1927 la Berlin de Paul W. Junker și Rudolf Dünnhaupt și a funcționat până la sfârșitul celui de-al Doilea Război Mondial.

## Istoric
Paul W. Junker a obținut doctoratul în filosofie (1922) și științe politice (1924) și a fost cel mai recent directorul general al Societății Germane de Filozofie. El a fost, de asemenea, autor publicat de editura sa, ca și de succesoarea sa.
Rudolf Dünnhaupt (* 1894) era fiul proprietarului unei tipografii din Dessau care a contribuit cu moștenirea sa la patrimoniul editurii. Cel mai probabil a transformat tipografia într-o editură până în 1924. După demobilizarea din armată, în care era voluntar, a frecventat în 1919 Deutsche Kolonialschule für Landwirtschaft, Handel und Gewerbe din Witzenhausen, unde a fost coleg cu viitorul ministru al agriculturii Richard Walther Darré . Dünnhaupt a obținut doctoratul în filosofie 1926, ca și Junker, sub îndrumarea profesorului Hermann Schwarz din Greifswald. Profesorul său a fost, de asemenea, unul din principalii autori ai editurii.
La început programul de publicare al editurii era format, în principal, din disertații și lucrări comandate, precum și din lucrări ale Societății Germane de Filosofie. Cu toate acestea, denumirile și locațiile diferite ale editurii indică o transformare treptată a editurii lui Dünnhaupt din Dessau (care poate fi considerată un precursor) și o relocare treptată la Berlin. Unele lucrări au fost publicate până în 1928 având înscris Dessau ca loc al editurii, dar prima menționare a prezenței editurii la Berlin datează din 1924.
Publicațiile tipărite puneau accent pe următoarele domenii: politică, economie, filosofie, drept, științe militare, meritând menționată și cooperarea cu Deutsche Hochschule für Politik și cu președintele său, Paul Meier-Benneckenstein.
Datorită apropierii sale de național-socialism editura a fost interzisă în 1945 de trupele aliate. Compania succesoare a fost fondată la mijlocul anilor 1950 cu titlul Athenäum Verlag. Unele titluri din domeniul juridic au fost reproduse în 1995 de Keip Verlag Goldbach.

## Autori (selecție)
- Alfred Baeumler, pedagog și filozof
- Arnold Gehlen, filozof și sociolog
- Arthur Julius Gütt, medic
- Ernst Jünger, scriitor
- Gerhard Lehmann, filozof
- Kurt Leese, pastor și filozof al religiei
- Friedrich Schönemann, americanist
- Karl-Friedrich Schrieber, om politic
- Hermann Schwarz, filozof

## Scrieri publicate (selecție)

### Până în 1927
Sunt trecute mai jos numele editurii și locul publicării (Dessau și Berlin) pentru că ambele s-au schimbat frecvent până în 1927.
- Kurt Jagow und Friedrich Matthaesius: Geschichte (= Dünnhaupts Studien- und Berufsführer, Band 1), Dessau: Dünnhaupt, 1922
- Julius Binder: Luthers Staatsauffassung (= Beiträge zur Philosophie des deutschen Idealismus, Beiheft 13), Berlin: Junker und Dünnhaupt, 1924
- Paul Junker: Finanzwissenschaft (= Dünnhaupts Grundrisse, Band 5), Dessau: Dünnhaupt, 1925
- Alfred Wirth (Hrsg.): Anhaltische Volkslieder. Mit Bildern [von Georg Heil] und Weisen (= Landschaftliche Volkslieder mit Bildern, Weisen und einer Lautenbegleitung, Band 3), Dessau: Dünnhaupt, 1925
- Willibald Klatt: Unser Kind und die Schule. Ein Buch für Eltern (= Wege zur Bildung, Band 5), Dessau: Dünnhaupt, 1926
- Noeme Georgs: Agrarpolitik unter besonderer Berücksichtigung Anhalts (= Arbeiten der Landwirtschaftskammer für das Herzogtum Anhalt, Band 4), Dessau: Dünnhaupt, 1926
- Elsa Stechert: Der aktive und passive Menschentypus in neuerer Philosophie und Mystik, Dessau: Dünnhaupt, 1926
- Friedrich Dietert (Hrsg.): Goethe im Harz: Goethes Harzreisen in seinen Tagebüchern, Briefen, Dichtungen. Mit Handzeichnungen von Goethe und Kraus. 2., bedeutend vermehrte Auflage. Dessau: Dünnhaupt, 1927

### 1927-1932
- Rudolf Dünnhaupt: Sittlichkeit, Staat und Recht bei Kant. Autonomie und Heteronomie in der Kantischen Ethik (zugleich Dissertation Greifswald), 1927
- Ernst Krieck: Der Staat des deutschen Menschen, 1927
- Hermann Pfeiffer: Der deutsche Buchhandel: Seine Organisation und seine Einrichtungen. Mit einem Vorwort von Curt Arthur Frenzel. Dessau: Dünnhaupt, 1928
- Ernst Jünger: Krieg und Krieger, 1930
- Franz Gutmann: Auslandskredite und Auslandsverschuldung, 1930
- Kurt Jeserich u. a.: Der Volkswirt in der Praxis, 1931.
- Ferdinand Buchholtz: Der gefährliche Augenblick. Eine Sammlung von Bildern und Berichten. Mit einer Einleitung von Ernst Jünger (Über die Gefahr), 1931
- Karl Dunkmann (Hrsg.): Lehrbuch der Soziologie und Sozialphilosophie, unter Mitarb. von Gerhard Lehmann und Heinz Sauermann, 1931
- Käte Hamburger: Thomas Mann und die Romantik: Eine problemgeschichtliche Studie (= Neue Forschung. Arbeiten zur Geistesgeschichte der germanischen und romanischen Völker. Band 15), 1932
- Hannah Arendt: Besprechung von Käte Hamburger: Thomas Mann und die Romantik, 1932
- Walter Dubislav: Die Philosophie der Mathematik in der Gegenwart (= Philosophische Forschungsberichte, Band 13), 1932
- Ernst Forsthoff: Die Krise der Gemeindeverwaltung im heutigen Staat (= Fachschriften zur Politik und staatsbürgerlichen Erziehung, Band 14), 1932
- Clemens Lugowski: Die Form der Individualität im Roman. Studien zur inneren Struktur der frühen deutschen Prosaerzählung (= Neue Forschung. Arbeiten zur Geistesgeschichte der germanischen und romanischen Völker, Band 14), 1932

### 1933-1939
- Walter Dubislav: Naturphilosophie (= Philosophische Grundrisse, Heft 2), 1933
- Otto Koellreutter: Volk und Staat in der Verfassungskrise, 1933
- Arnold Gehlen: Theorie der Willensfreiheit, 1933
- Wilhelm Schäfer: Mein Leben. Rechenschaft, 1934
- Arthur Gütt: Dienst an der Rasse als Aufgabe der Staatspolitik, 1934
- Karl-Friedrich Schrieber: Die Reichskulturkammer. Organisation und Ziele der deutschen Kulturpolitik, 1934
- Werner Conze: Hirschenhof. Die Geschichte einer deutschen Sprachinsel in Livland (Dissertation), Berlin 1934; 2. Aufl. (Nachdruck) bei Hirschheydt, Hannover-Döhren 1963
- Ernst Jünger: Die totale Mobilmachung, 2. Auflage 1934
- Hans Grunsky: Seele und Staat. Die psychologischen Grundlagen des nationalsozialistischen Sieges über den bürgerlichen und bolschewistischen Menschen, 1935
- Arnold Gehlen: Deutschtum und Christentum bei Fichte, 1935
- Max Lehmann: Scharnhorst und die preußische Heeresreform, 1935
- Max Hildebert Boehm: Volkstheorie und Volkstumspolitik der Gegenwart, 1935
- Günter Kaufmann: Der Reichsberufswettkampf. Die berufliche Aufrüstung der deutschen Jugend, 1935
- Arthur Gütt: Der Aufbau des Gesundheitswesens im Dritten Reich, 1935
- Jakob Barion: Plotin und Augustinus. Untersuchungen zum Gottesproblem, 1935
- Georg Dahm, Ernst Rudolf Huber, Karl Larenz, Karl Michaelis, Friedrich Schaffstein, Wolfgang Siebert (Hrsg.): Grundfragen der neuen Rechtswissenschaft (Gemeinschaftswerk der Kieler Schule), 1935
- Hermann Althaus: Nationalsozialistische Volkswohlfahrt, 1936
- Hans-Jürgen Seraphim: Deutsche Bauernpolitik, 1936
- Artur Axmann: Olympia der Arbeit: Arbeiterjugend im Reichsberufswettkampf, 1936
- Franz von Krbek: Die Grundlagen der Quantenmechanik und ihre Mathematik, 1936
- Hans Grunsky: Der Einbruch des Judentums in die Philosophie (= Schriften der Deutschen Hochschule für Politik, Band 1, Heft 14), 1937
- Wilhelm Ziegler: Der Zerfall des Versailler Vertrages, 1937
- Wilhelm Ziegler: Die Judenfrage in der modernen Welt, 1937
- Friedrich August Ludwig von der Marwitz: Jena 1806. Aus gleichzeitigen Tagebuchaufzeichnungen, 1937.
- Joachim von Ribbentrop: Vierjahresplan und Welthandel (= Schriften des deutschen Institutes für außenpolitische Forschung), 1937
- Klara Trenz: Wilhelm Heinrich Riehls „Wissenschaft vom Volke“. Unter besonderer Heranziehung seiner Darstellung des saarpfälzischen Volkstums(= Neue Deutsche Forschungen, Band 160; Neuere Geschichte, Band 5), 1937
- Emil Jenal: Wolfgang Menzel als Dichter, Literarhistoriker und Kritiker, 1937 (= Neue Deutsche Forschungen, Band 133)
- Albert Pietzsch: Organisation der gewerblichen Wirtschaft, 1938.
- Artur Axmann: Der Reichsberufswettkampf, 1938
- Otto Koellreutter: Deutsches Verwaltungsrecht, 1938
- Herbert Scurla: Die Grundgedanken des Nationalsozialismus und das Ausland, 1938
- Chemie in Deutschland. Rückblick und Ausblick, hg. v. Claus Ungewitter unter Mitarbeit von Walter Greiling, 1938 (3. Aufl. 1939).
- Otto Tumlirz: Antropologische Psychologie, 1939
- Justus W. Hedemann: Deutsches Wirtschaftsrecht. Ein Grundriss, 1939
- Heinrich Hunke, Erwin Wiskemann (Hrsg.): Gegenwartsfragen der Wirtschaftswissenschaft. Friedrich von Gottl-Ottlilienfeld zum 70. Geburtstag, 1939
- Gunter d’Alquen: Die SS. Geschichte, Aufgabe und Organisation der Schutzstaffel der NSDAP, 1939

### 1940-1945
- Arnold Gehlen: Der Mensch, seine Natur und seine Stellung in der Welt, 1940
- Karl Heinz Pfeffer: Begriff und Wesen der Plutokratie, 1940
- Erwin Barth von Wehrenalp: Der Niedergang der französischen Naturwissenschaften. Das Beispiel der Chemie (= Schriften des Deutschen Instituts für Außenpolitische Forschung, Heft 62), 1940
- Ernst Forsthoff: Deutsche Verfassungsgeschichte der Neuzeit (= Rechtswissenschaftliche Grundrisse, Band 12), 1940
- Karl Heinz Pfeffer: Die angelsächsische neue Welt und Europa, 1941
- Johannes Erich Heyde: Technik des wissenschaftlichen Arbeitens, 1941
- Günther Schulze-Fielitz: Die Bauwirtschaft im Kriege (= Schriften zum Staatsaufbau, Band 53), 1941
- Hans-Heinrich Dieckhoff: Roosevelts Politik gegenüber Frankreich, Berlin 1942
- Hans-Heinrich Dieckhoff: Zur Vorgeschichte des Roosevelt-Krieges, Berlin 1943
- Fritz Grobba: Irak, 2. Aufl. 1943
- Karl Heinz Pfeffer, Friedrich Schönemann u.a.: Das britische Empire und United States of America, 1943
- Hans-Jürgen Seraphim: Deutsch-südosteuropäische Wirtschaftsgemeinschaft, 1943
- Friedrich Schönemann, Adolf Halfeld, Friedrich Kegel, Otto Koischwitz, Willy Gierlichs, Eduard Ahlswede, K. F. Hermann, Alexander Jason, Th. von Bippen (Hrsg.): Kultur in USA. Die Wirklichkeit eines Massenwahns, 1943
- Franz Six: Jahrbuch der Weltpolitik 1944.(Länderartikel mit Bezug zur NS-Außenpolitik). Mit vielen Verfassern wie Hans Joachim von Merkatz, Franz Ronneberger, Gerhard von Mende, Fritz Valjavec, 1944
- Max Wundt: Die Wurzeln der deutschen Philosophie in Stamm und Rasse, 1944
- Emil Robert Gärtner: Kroatien in Südslawien. Historisch-politische Studie, 1944
- Reinhold Lorenz: Grundriss der Geschichtslehre, 1945.

### Scrierile lui Alfred Stanford
- Männerbund und Wissenschaft. Reden und Vorträge aus 4 Jahren, 1934, 7.–12. Tsd. 1943
- Politik und Erziehung. Reden und Aufsätze, 1937, 4. Aufl. 1943
- Studien zur deutschen Geistesgeschichte, 1937
- Bildung und Gemeinschaft, 1942

### Scrierile lui Hermann Schwarz
- Gott, Jenseits von Theismus und Pantheismus, 1928
- Systematische Selbstdarstellung, 1933
- Nationalsozialistische Weltanschauung. Freie Beitrage zur Philosophie des Nationalsozialismus aus den Jahren 1919–1933, 1933
- Christentum, Nationalsozialismus und Deutsche Glaubensbewegung, 1934 (2. Auflage 1938)
- Ekkehard der Deutsche. Völkische Religion im Aufgang, 1935
- Deutscher Glaube am Scheidewege, 1936
- Die Irminssäule als Sinnbild deutschvölkischen Gottesglaubens, 1937
- Grundzuge einer Geschichte der artdeutschen Philosophie, 1937
- Gesammelte Werke, 1940
- Ewigkeit. Ein deutsches Bekenntnis, 1941

### Scrierile lui Gerhard Lehmann
- Das Kollektivbewusstsein. Systematische und historisch-kritische Vorstudien zur Soziologie, 1928
- Geschichte der nachkantischen Philosophie. Kritizismus und kritisches Motiv in den philosophischen Systemen des 19. und 20. Jahrhunderts, 1931
- Kants Nachlasswerk und die Kritik der Urteilskraft (= Neue deutsche Forschungen, Band 247; Abteilung Philosophie, Band 34), 1939
- Der Einfluss des Judentums auf das französische Denken der Gegenwart, 1940

### Scrierile lui Friedrich Schönemann
- Amerika und der Nationalsozialismus, 1934
- Demokratie und Aussenpolitik der U.S.A., 1939
- USA. und Weltpolitik, 1940.
- England gegen Amerika, eine geschichtlich-kritische Betrachtung, 1940

### Scrierile lui Kurt Leese
- Theologie und Philosophie im deutschen Spätidealismus. Forschungen zur Auseinandersetzung von Christentum und idealistischer Philosophie im 19. Jahrhundert, 1929
- Die Krisis und Wende im christlichen Glauben. Studien zum anthropologischen und theologischen Problem der Lebensphilosophie, 1932 (2. Aufl. Stuttgart 1941)
- Natürliche Religion und christlicher Glaube. Eine theologische Neuorientierung, 1936
- Die Religion des Protestantischen Menschen, 1938 (2. erw. Aufl. Federmann, München 1948)

## Serii de publicații

### Sub îngrijirea Deutschen Hochschule für Politik
- Schriften der Deutschen Hochschule für Politik. Idee und Gestalt des Nationalsozialismus, ab 1934 (bis Nr. 11/1934 ohne die Angabe der Unterreihe 1. - Hauptsachtitel ab 33.1938: Schriften der Hochschule für Politik / Erste bis spätere Aufl. einzelner Bände, 49/50.1940 und ab 52.1940 u.d.T.: Schriften für Politik und Auslandskunde)

- Dokumente der deutschen Politik, teilw. hg. mit Franz Alfred Six und bearb. von Hans Volz und Axel Friedrichs.
 Ab Band 8 mit dem Zusatz: Das Reich Adolf Hitlers. 1942 begann eine zweite Reihe mit dem Zusatz: Reihe: Die Zeit des Weltkrieges und der Weimarer Republik 1914–1933. Davon erschien aber nur noch der Band 3 (Novemberumsturz und Versailles 1918–1919) in 2 Teilbänden. – Band 9 mit den Dokumenten für 1941 war 1943 schon im Druck, konnte aber nicht mehr ausgeliefert werden.
  - Band 1: Die nationalsozialistische Revolution 1933, 1935
  - Band 2: Der Aufbau des deutschen Führerstaates: das Jahr 1934, 1936
  - Band 3: Deutschlands Weg zur Freiheit 1935, 1937
  - Band 4: Deutschlands Aufstieg zur Großmacht, 1937
  - Band 5: Von der Großmacht zur Weltmacht, 1938
  - Band 6: Großdeutschland 1938. 2 Teile, 1939
  - Band 7: Das Werden des Reiches 1939. 2 Teile, 1940
  - Band 8: Der Kampf gegen den Westen 1940. 2 Teile, 1943

### Sub îngrijirea lui Paul Meier-Benneckenstein
- Die deutschen Gaue seit der Machtergreifung:
  - Band München-Oberbayern, 1941 (von Alois Roßmaier)
  - Band Bayerische Ostmark, 1940.
  - Band Schwaben, für 1941 angekündigt (von Heiner Seybold)

- Das Britische Reich in der Weltpolitik

- Das Dritte Reich im Aufbau. Übersichten und Leistungsberichte:
  - Band 1: Grundfragen der deutschen Politik, 1939
  - Band 2: Der organisatorische Aufbau, Teil 1 (Tab., graph. Darst., Kt.-Skizze), 1939
  - Band 3: Der organisatorische Aufbau, Teil 2: Wehrhaftes Volk, 1939
  - Band 4: Der organisatorische Aufbau, Teil 3: Staat und Verwaltung, 1939
  - Band 5: Der organisatorische Aufbau, Teil 4: Partei und Staat, 1941
  - Band 6: Der organisatorische Aufbau, Teil 5: Wirtschaft und Arbeit, 1942

### Alte serii de scrieri
- Blätter für deutsche Philosophie. Zeitschrift d. Deutschen Philosophischen Gesellschaft, 1927–1944 (1.1927/28–18.1944, 1/2) Vorg.: Beiträge zur Philosophie des deutschen Idealismus, darin aufgeg.: Deutsche Philosophische Gesellschaft: Mitteilungen der Deutschen Philosophischen Gesellschaft

z. B. Max Wundt und Theodor Lockemann (Hrsg.): Unbekannte Schriftstücke zu Fichtes Atheismus-Streit, in: Blätter für Deutsche Philosophie; 1. Bd. 1927, H. 1–2, S. 118–123.
- Neue deutsche Forschungen, u. a. mit den Abteilungen Philosophie und Rechtswissenschaft

- Die Tatwelt. Zeitschrift für Erneuerung des Geistes (ab 9.1933,1: Zeitschrift für Erneuerung des Geisteslebens), hrsg. vom Eucken-Bund, 1925–1943 (1.1925,Apr.–18.1942/43); bis 1931 in Jena

- Karl-Friedrich Schrieber (Hrsg.): Das Recht der Reichskulturkammer in Einzelausgaben. Sammlg. der f. d. Reichsrundfunkkammer geltenden Gesetze u. Verordngn, d. amtl. Anordngn u. Bekanntmachgn d. Reichskulturkammer u. d. Reichsrundfunkkammer, in Verbindung mit:
  - Heinz Gert Pridat-Guzatis: Rundfunkrecht, 1936
  - Herbert Eckermann: Das Recht der bildenden Künste, 1936
  - Anton Willi: Presserecht, 1936
  - Karl-Heinz Wachenfeld: Musikrecht, 1936
  - Bruno Pfennig: Filmrecht, 1936
  - Ernst Pogge: Schrifttumsrecht, 1936

- Matthias Schwabe (Hrsg.): Frankreich gegen die Zivilisation. (FgdZ) (z. T. auch: Schriften des Deutschen Instituts für außenpolitische Forschung und des Hamburger Instituts für auswärtige Politik), etwa 25 Titel, mind. 1940

## Reeditări
- Berent Schwineköper: Der Handschuh im Recht, Ämterwesen, Brauch und Volksglauben. Mit einer Einführung von Percy Ernst Schramm. Thorbecke, Sigmaringen 1981. Unveränderter Nachdruck (= Neue Deutsche Forschungen, Abt. Mittelalterliche Geschichte, Band 5), Junker und Dünnhaupt, Berlin 1938 (zugleich: Dissertation, Universität Göttingen, 1937).

Următoarele titluri au fost tipărite mai întâi de Junker und Dünnhaupt din Berlin, apoi, în 1995, de Keip Verlag din Goldbach:
- Karl Larenz (Hrsg.) in Verbindung mit Ernst Mayer und Max Wundt: Rechtsidee und Staatsgedanke. Beiträge zur Rechtsphilosophie und zur politischen Ideengeschichte. Festgabe für Julius Binder, 1930.
- Sigmund Neumann: Die deutschen Parteien: Wesen und Wandel nach dem Kriege (= Fachschriften zur Politik und staatsbürgerlichen Erziehung), 1932.
- Gerhard Dulckeit: Rechtsbegriff und Rechtsgestalt: Untersuchungen zu Hegels Philosophie des Rechts und ihrer Gegenwartsbedeutung (= Neue deutsche Forschungen, Abt. Rechtsphilosophie; 1), 1936.
- Heinz Rhode: Die Willenserklärung und der Pflichtgedanke im Rechtsverkehr (= Neue deutsche Forschung, Abt. Bürgerliches Recht, Handels- und Wirtschaftsrecht; 3), 1938.
- Wenzel Graf von Gleispach: Deutsches Strafverfahrensrecht: Ein Grundriss (= Rechtswissenschaftliche Grundrisse), 1943.